# 악인은 없다
"악인은 없다"는 1962년 공개된 대한민국의 영화이다.

## 배역
- 신영균
- 문정숙
- 엄앵란
- 최무룡
- 남미리